# Luriinae
Luriinae — підродина морських черевоногих молюсків родини Ципреїди (Cypraeidae). Представники підродини мешкають у тропічних водах Тихого та Індійського океанів.

## Класифікація
- Підродина Luriinae Schilder, 1932
  - Триба Luriini Schilder, 1932
    - Luria Jousseaume, 1884
    - Talparia Troschel, 1863

  - Триба Austrocypraeini Iredale, 1935
    - Annepona Iredale, 1935
    - Arestorides Iredale 1930
    - Austrocypraea Cossmann, 1903
    - Chelycypraea Schilder, 1927
    - Lyncina Troschel, 1863
    - † Miolyncina
    - Trona Jousseaume, 1884